# Jervvasstind
Jervvasstind (también conocida como: Gjertvasstind y Østre Styggedalstind) es la novena montaña más alta de Noruega. La montaña alcanza los 2.351 metros (7.713 pies) de altura y se encuentra en las montañas Hurrungane en la parte oriental del municipio de Luster en el condado de Sogn og Fjordane, Noruega. En el extremo oriental de la montaña se encuentran otras montañas incluyendo (de oeste a este) Store Skagastølstind, Vetle Skagastølstind, Sentraltind, Store Styggedalstind y Jervvasstind. El pueblo de Skjolden está situado a 16 kilómetros (9,9 millas) al oeste.